# Faat Zakirov
Faat Zakirov (in russo Фаат Закиров?; Andijan, 3 gennaio 1974) è un ex ciclista su strada russo.
Professionista dal 1996 al 2002, vinse un Giro di Slovenia.

## Carriera
I principali successi furono due Tour of FYR of Macedonia, nel 1999 e nel 2000, con sei vittorie di tappa, e il Giro di Slovenia nel 2001, con due vittorie di tappa. Partecipò ai mondiali del 2001 e al Giro d'Italia 2002, in cui venne squalificato dopo essere risultato positivo al NESP al controllo antidoping dopo il prologo.

## Palmarès
- 1996 (Lada - Biemme)

3ª tappa, 1ª semitappa Volta Ciclista Internacional a Lleida (cronometro)
- 1999

2ª tappa Tour of FYR of Macedonia (Strumica > Delčevo)
4ª tappa Tour of FYR of Macedonia (Skopje > Kruševo)
6ª tappa Tour of FYR of Macedonia (Ocrida > Tetovo)
Classifica generale Tour of FYR of Macedonia
- 2000 (Lada - Samara)

1ª tappa Tour of FYR of Macedonia (Kumanovo > Popova Sapka)
3ª tappa Tour of FYR of Macedonia (Struga > Pelister)
6ª tappa Tour of FYR of Macedonia (Strumica > Golak)
Classifica generale Tour of FYR of Macedonia
- 2001 (Amore & Vita - Beretta, tre tappe)

3ª tappa Giro di Slovenia (Zreče > Rogla)
6ª tappa Giro di Slovenia (Sesana > Passo della Moistrocca)
Classifica generale Giro di Slovenia

## Piazzamenti

### Grandi Giri
- Giro d'Italia

2002: non partito (6ª tappa)

### Competizioni mondiali
- Mondiali su strada

Lisbona 2001 - In linea: 14º